# Acinetosporaceae
Famille
Les Acinetosporaceae sont une famille d’algues brunes de l’ordre des Ectocarpales.

## Étymologie
Le nom vient du genre type Acinetospora composé du préfixe "a" privatif, et des mots grecs  κινέω/ kineo, mouvement, et σπορά / spora, semence, en raison des spores non motiles de l'algue. 

## Répartition et habitat
On retrouve ce type d'algue sur une grande partie des côtes autour du globe.

## Liste des genres
Selon AlgaeBase (22 août 2017) :
- Acinetospora (en) Bornet
- Feldmannia Hamel
- Geminocarpus Skottsberg
- Herponema J.Agardh
- Hincksia J.E.Gray
- Internoretia Setchell & N.L.Gardner
- Pogotrichum Reinke
- Pylaiella (en) Bory

Selon World Register of Marine Species (22 août 2017) :
- Acinetospora Bornet, 1891
- Feldmannia G.Hamel, 1939
- Geminocarpus Skottsberg, 1907
- Herponema J.Agardh, 1882
- Hincksia J.E.Gray, 1864
- Kuetzingiella Kornmann, 1956
- Pogotrichum Reinke, 1892
- Pylaiella Bory de Saint-Vincent, 1823